# ألبرت وولف
ألبرت وولف (بالإنجليزية: Albert Wolff؛ بالفرنسية: Albert Wolff) هو مبارز بالسيف أمريكي وفرنسي، ولد في 13 يوليو 1906 في بار في فرنسا، وتوفي في 14 يونيو 1989 في سكوتسديل في الولايات المتحدة.

## وصلات خارجية
- ألبرت وولف على موقع اللجنة الأولمبية الدولية (الإنجليزية)
- ألبرت وولف على موقع أوليمبيديا (الإنجليزية)